# Cuptoare (Reșița), Caraș-Severin
Cuptoare (română 1924: Cuptoare-Secul) este o localitate componentă a municipiului Reșița din județul Caraș-Severin, Banat, România.

## Istoric

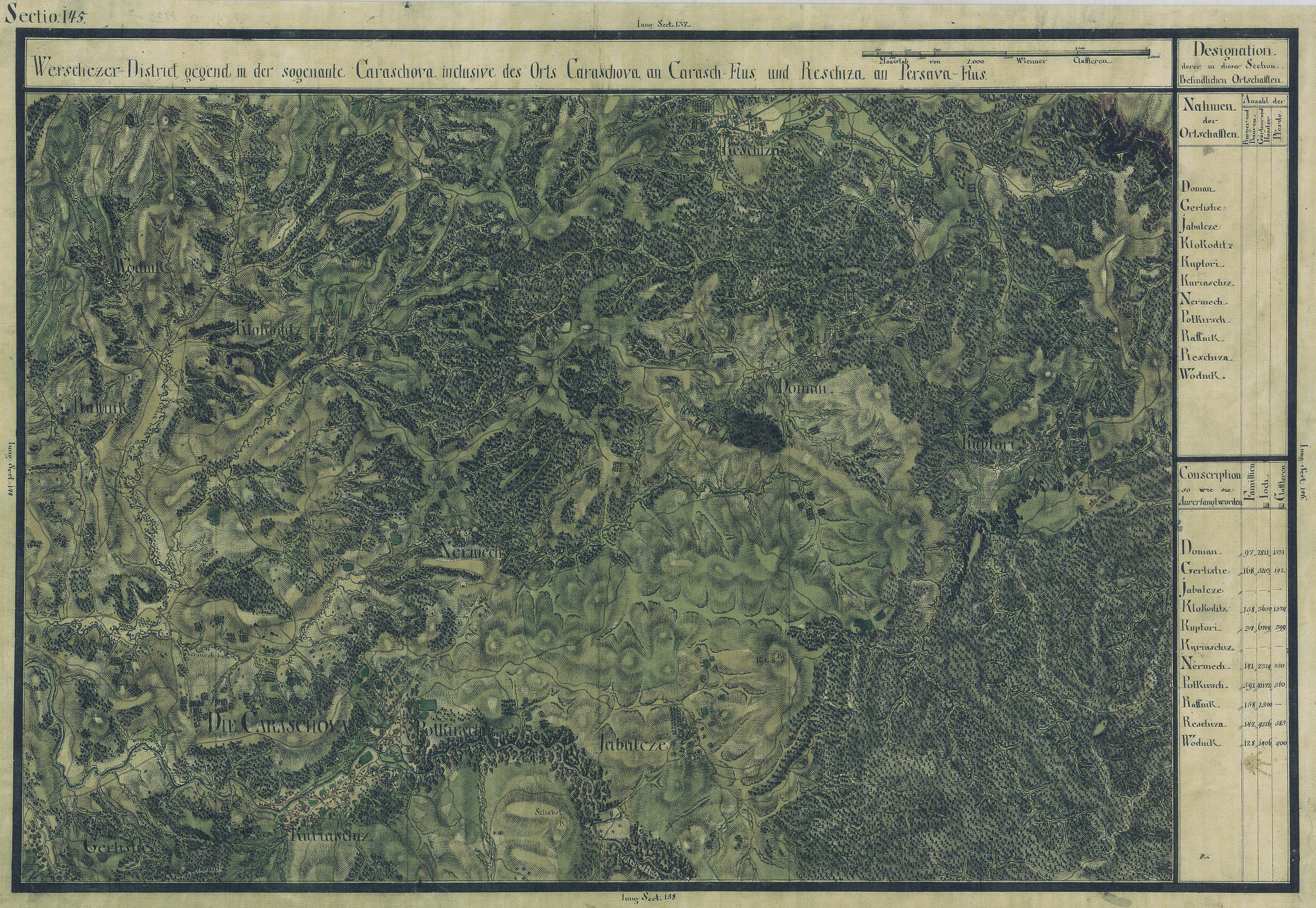
Cuptoare în Harta Iosefină a Banatului, 1769-72

Satul Cuptoare (în vorbirea locală Cuptoarea), îl găsim în anul 1554, cu numele Kuptor (Mala Petyka), în lucrarea lui Engel Pal privind "Sangeacul Timișorii sub ocupația turcească 1554-1579", localizat și pe harta anexată lucrării. Apare pentru prima dată adăugată și denumirea “Mala Petyka” care apoi nu o mai găsim. Satul este menționat, ca aparținând de “Bogcsai (Bocșa) nahie” (nahie fiind o subdiviziune a sangeacului), iar în “defter” (registru de impozite) din anul 1554, la poz. 303 din defter, este trecut cu 9 gospodării, în 1569 la poz. 293 cu 6 gospodării și în anul 1579 la poz. 389 tot cu 6 gospodării plătitoare de impozit.
Spicuiri, din “Monografia comunei Cuptoarea-Secul” despre Cuptoarea:
Din vechime și până la unirea cu România din 1918, satul Cuptoarea, apare în diferiți ani, sub diferite denumiri și autori: în 1554-Kuptor (Mala Petyka), în 1673-Kuptore (Marsigli), în 1717 Kuptora (C.F. Mercy), în 1722 Cuptora (Schwanz), în 1776 Kuptori (Griselini), Captori (Korabinschy) în 1788 Koplora (Barzelini), în 1802 Kuptori (Schutz), în 1806 Kuptore (Lipszky), în 1881 Cuptore (Hatsek), iar în 1913 Kemenczeszek (=cuptoare), denumirea maghiară a satului Cuptoarea de astăzi;
-tezaurul găsit în 1880, la Piatra Albă, în hotarul satului, a fost determinat de numismatul Ormos Szigmond din Timișoara, care a stabilit că monedele reprezintă 176 variante și se pot atribui unui număr de 17 împărați romani, încadrându-se  cronologic de la Marcus Aurelius (161-180.e.n.) până la Filip Arabul și Traianus Decius (248-251 e.n.);
-din anul 1554, (primii ani ai ocupației turcești) găsim primul document, necontestat, despre Cuptoarea. Sub denumirea de atunci: Kuptor (Mala Petyka), este trecută în “defter”- registrul de impozite- la poz. 303, cu 9 gospodării plătitoare de impozit, acesta fiind și primul recensământ găsit;
-izvoare neconfirmate, vorbesc însă că satul ar fi mai vechi decât Timișoara; de prin anul 1206;
--în 1641 misionarul iezuit Jovan Dezmanici, face un raport la Roma, în care este trecută Cuptoarea;
-în 1673 Aga Osman, pune impozit de un aspru-monedă de argint-pe fiecare casă din Cuptoarea (Kuptore, denumirea de atunci);
- în 1690 pe harta lui Marsigli din Bolognia, Cuptoarea (Kuptore) face parte din districtul Varset, alături de Doman, Terova, ș.a., 
- în 1717 după 164 de ani de ocupație (ca și cea română) turcii sunt alungați, iar Banatul este păstrat ca perlă a coroanei Austriei, fără a fi cedat Ungariei. Atunci se face și primul recensământ de către austrieci: -Cuptoarea (Kuptora), cu 17 case;
“În timpul ultimei invazii turcești în Banat, din  1783, turcii după ce bat armatele austriece, care se retrag până la Lugoj; ocupa întreaga parte sudică a Banatului cu Orșova, Mehadia, Panciova, Biserica Albă, Vârșeț, Deta, nimicesc instalațiile miniere și metalurgice de la Moldova Nouă, Sasca, Bocșa și  Dognecea. Aceeași soartă o aștepta și noua instalație de la Reșița, căci populația germană de aici, muncitori, coloniști și conducătorii lor, s-au refugiat la Timișoara. Atunci se ridicară locuitorii din Cuptoarea, Târnova și Reșița Romana și în mai multe lupte crâncene înving toate detașamentele militare turcești pătrunse pe valea Bârzavei și până la Terova și reușesc astfel să mântuie avuția lor, dar și uzinele de la Reșița de curând construite.
Pentru ca să învingă însă în asemenea lupte o armată regulată și victorioasă cum era a turcilor, fără organizare prealabilă, fără conducători pregătiți, trebuie să fi avut această populație în trecutul său, nenumărate asemenea fapte de vitejie”, ne spune Coriolan Cocora în Cartea Cărășană, ed. Gazetei Reșița din anul 1938;
- în anul 1862, colonia Secul a fost adăugată satului Cuptoarea devenind o unitate administrativă nouă: Cuptoarea-Secul (Kuptore-Szekul în maghiară);
- populația în Cuptoarea-Secul crește mult. Astfel de la 492 locuitori cât avea satul Cuptoarea în anul 1839, ajunge la 1591 locuitori cât avea împreună cu Secul în anul 1890, acesta fiind și anul de vârf după care vin descreșteri;
- în 1791 se deschide prima școală confesională proprie în Cuptoarea, cu primul învățător Matei Popovici;
- primul preot atestat în Cuptoarea a fost Simeon Popovici din Cacova, care a păstorit de la 22 septembrie 1795 până la 18 mai 1809, timp de 14 ani, în care timp a construit și prima biserică;
-domnișoara Domnița Belcea, din Cuptoarea, la 17 ani este aleasă în anul 1927 “MISS CARAȘ”;
-În anul 1968, stăpânirea comunistă desființează comuna și trimite cele două sate în administrarea primăriei din Reșița;
-ultimul recensământ din anul 2002 mai înscrie în satul Cuptoarea doar 346 locuitori;